# Merostachys medullosa
Merostachys medullosa är en gräsart som beskrevs av Tatiana Sendulsky. Merostachys medullosa ingår i släktet Merostachys och familjen gräs. Inga underarter finns listade i Catalogue of Life.